# Otomys sloggetti
Otomys sloggetti é uma espécie de roedor da família Muridae.
Pode ser encontrada nos seguintes países: Lesoto e África do Sul.
Os seus habitats naturais são: campos rupestres subtropicais ou tropicais, pântanos e áreas rochosas.